# Монколиці (Пйотрковський повіт)
Монколиці (пол. Mąkolice) — село в Польщі, у гміні Воля-Кшиштопорська Пйотрковського повіту Лодзинського воєводства.
Населення — 302 особи (2011).
У 1975-1998 роках село належало до Пйотрковського воєводства.

## Демографія
Демографічна структура станом на 31 березня 2011 року:
|          | Загалом | Допрацездатний вік | Працездатний вік | Постпрацездатний вік |
| -------- | ------- | ------------------ | ---------------- | -------------------- |
| Чоловіки | 161     | 35                 | 106              | 20                   |
| Жінки    | 141     | 22                 | 84               | 35                   |
| Разом    | 302     | 57                 | 190              | 55                   |